# Skotnice
Skotnice (německy Köttnitz) je obec v okrese Nový Jičín v Moravskoslezském kraji. Žije zde 879 obyvatel.

## Název
Jméno vesnice je totožné s obecným skotnice (v jednotném čísle) - "místo, kudy nebo kam se vyháněl dobytek na pastvu". Německé jméno (německý je i nejstarší doklad z roku 1330: Chotnitz) pochází z češtiny.

### Legendy o názvu obce
Jméno obce je údajně spjato s historickou tradicí chovu skotu, o němž se dochovala první písemná zmínka z poloviny 15. století. Původní název obce byl Kravaře[zdroj?]. Na počátku 18. století, kdy se stal Karel VI. hlavou habsburské monarchie a císařem Svaté říše římské, měl na svých cestách zavítat i sem, aby obdivoval mohutná stáda skotu. Před jeho příjezdem však téměř všechen skot z obce prchl (původ názvu sousední obce Prchalov). Císař po svém příjezdu měl podle této verze pronést pouze "Schotte nichts" (něm. skot nikde) z čehož počeštěním měl vzniknout dnešní název Skotnice.[zdroj?]

## Historie
V současné podobě existuje obec od roku 1968, kdy došlo ke sloučení obcí Skotnic, Skorotína a Stíkovce.

### Bývalá obec Skorotín
Zástavba této bývalé obce se rozkládá na severovýchodě a dodnes tvoří samostatný urbanistický útvar. První zmínka o Skorotínu pochází z roku 1278.

### Původní obec Skotnice
Jádro obce se rozkládá na jihozápadě, jižně a západně od zástavby Stíkovce s nímž jejich nejnovější zástavba urbanisticky splývá. První písemná zmínka o vsi Skotnice pochází z roku 1330.
Vodní mlýn pochází z 2. poloviny 19. století. Unikátní je dochované a provozuschopné zařízení mlýna ze 30. let 20. století. Vodní mlýn se nachází ve středu obce na náhonu říčky Lubiny.

### Bývalá obec Stíkovec

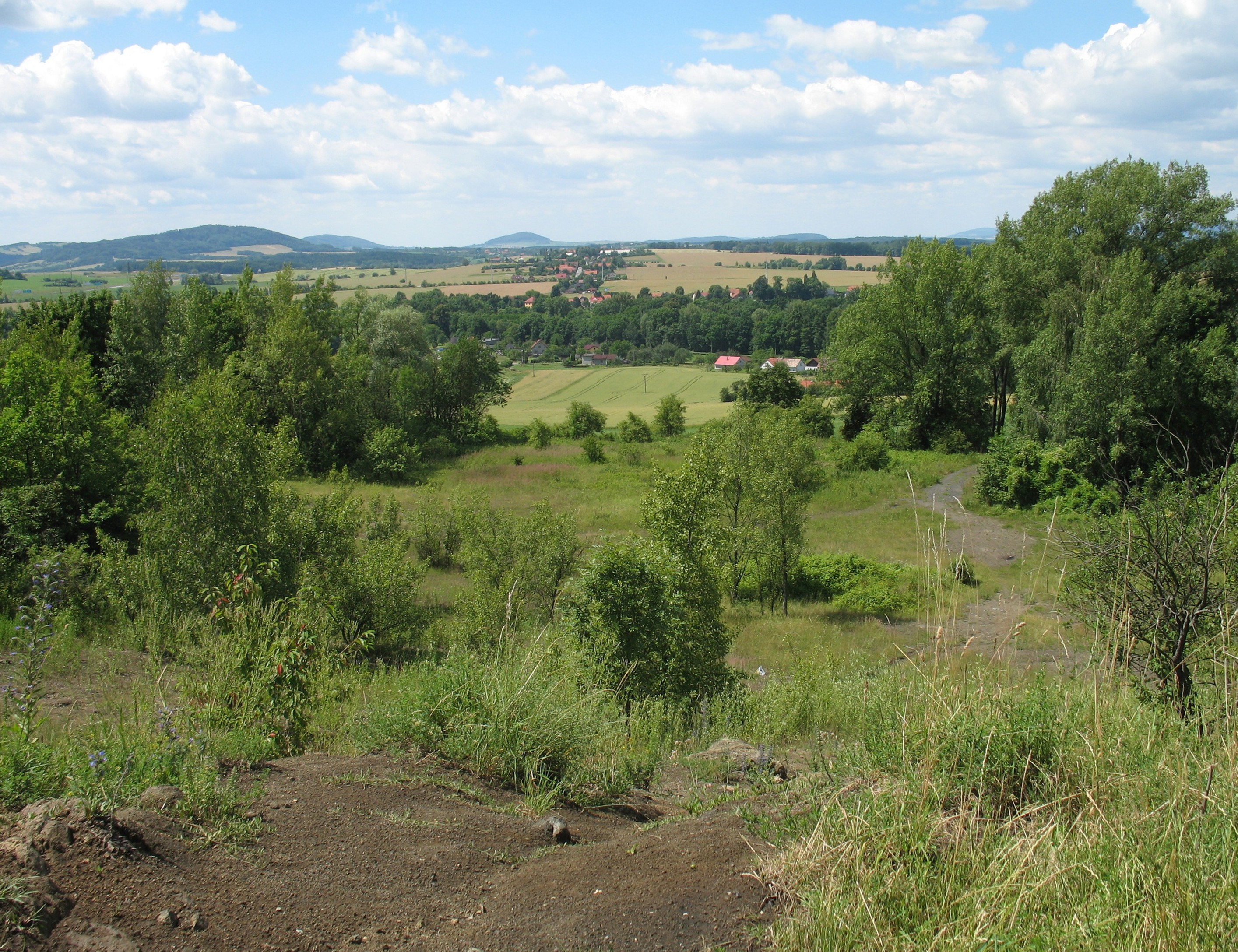
Pohled z Hončovy hůrky přes Skotnici a Stíkovec k zastávce Skotnice na trati ze Studénky do Veřovic

Zástavba této bývalé obce se rozkládá na levém břehu Lubiny v centrální části moderních Skotnic a již je srostlá s nejnovější zástavbou vlastních Skotnic. První zmínka o Stíkovci pochází ze 14. století. V letech 1850 - 1870 byl osadou Skorotína a potom až do roku 1968 samostatnou obcí. Ve Stikovci se nachází obecní úřad Skotnice i zdejší pošta.

## Obyvatelstvo
| Rok            | 1869 | 1880 | 1890 | 1900 | 1910 | 1921 | 1930  | 1950 | 1961 | 1970 | 1980 | 1991 | 2001 | 2011 | 2021 |
| -------------- | ---- | ---- | ---- | ---- | ---- | ---- | ----- | ---- | ---- | ---- | ---- | ---- | ---- | ---- | ---- |
| Počet obyvatel | 894  | 901  | 860  | 926  | 969  | 901  | 1 023 | 872  | 839  | 735  | 699  | 668  | 651  | 697  | 826  |
| Počet domů     | 146  | 147  | 139  | 140  | 140  | 146  | 190   | 225  | 202  | 195  | 202  | 233  | 240  | 251  | 276  |

Věková struktura obyvatel obce Skotnice roku 2011
Rodinný stav obyvatel obce Skotnice roku 2011
Vzdělání obyvatel obce Skotnice roku 2011

## Obecní správa
Mezi lety 1869–1979 Skotnice byla obcí v okrese Nový Jičín. Od 1. ledna 1980 do 23. listopadu 1990 patřila jako část města k Příboru a od 24. listopadu 1990 je opět samostatnou obcí.

### Obecní symboly
Znak a vlajka byly obci uděleny rozhodnutím předsedy Poslanecké sněmovny Parlamentu České republiky dne 14. ledna 2000.

## Pamětihodnosti
- Kaple svatého Jana Sarkandera
- Boží muka u mlýna
- Přírodní památka Sedlnické sněženky